# 암먹부전나비
암먹부전나비는 부전나비과의 나비이다. 암컷의 날개 윗면이 먹처럼 검어서 암먹부전나비라 불린다.
숲이나 들판에서 3월에서 9월까지 흔히 볼 수 있다. 무, 냉이, 개망초, 갈퀴나물, 싸리 등의 꽃에서 꿀을 빤다. 날개의 편 길이는 20~30mm로 수컷은 날개 윗면이 파란색이며, 바깥 가장자리에 검은색 테가 둘러져 있으며, 그 바깥에 난 털은 흰색이다. 암컷의 날개 윗면은 검은색이다. 암수 모두 날개 뒷면은 회백색이며 검은 점무늬가 많이 박혀 있는데, 바깥 가장자리에 있는 검은 점 주위에 주홍색 무늬가 있다. 날개를 반쯤 펴고 햇볕을 쬐며 번데기로 월동한다. 칡, 등나무, 싸리류, 갈퀴나물 등의 잎을 먹고 자라며 월동을 번데기로 한다.

## 사진

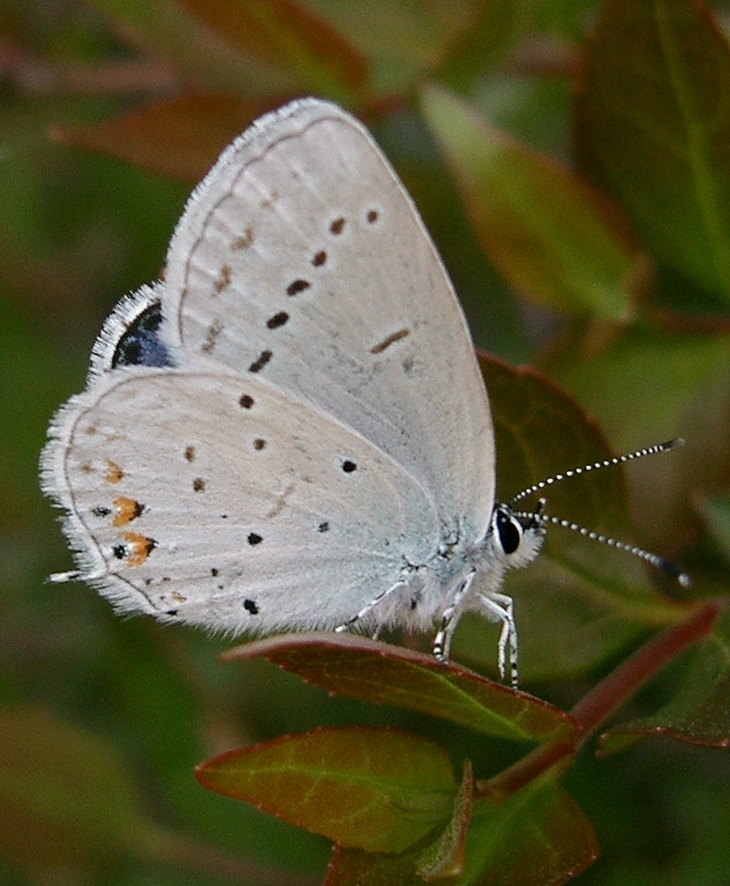
날개 접은 모습
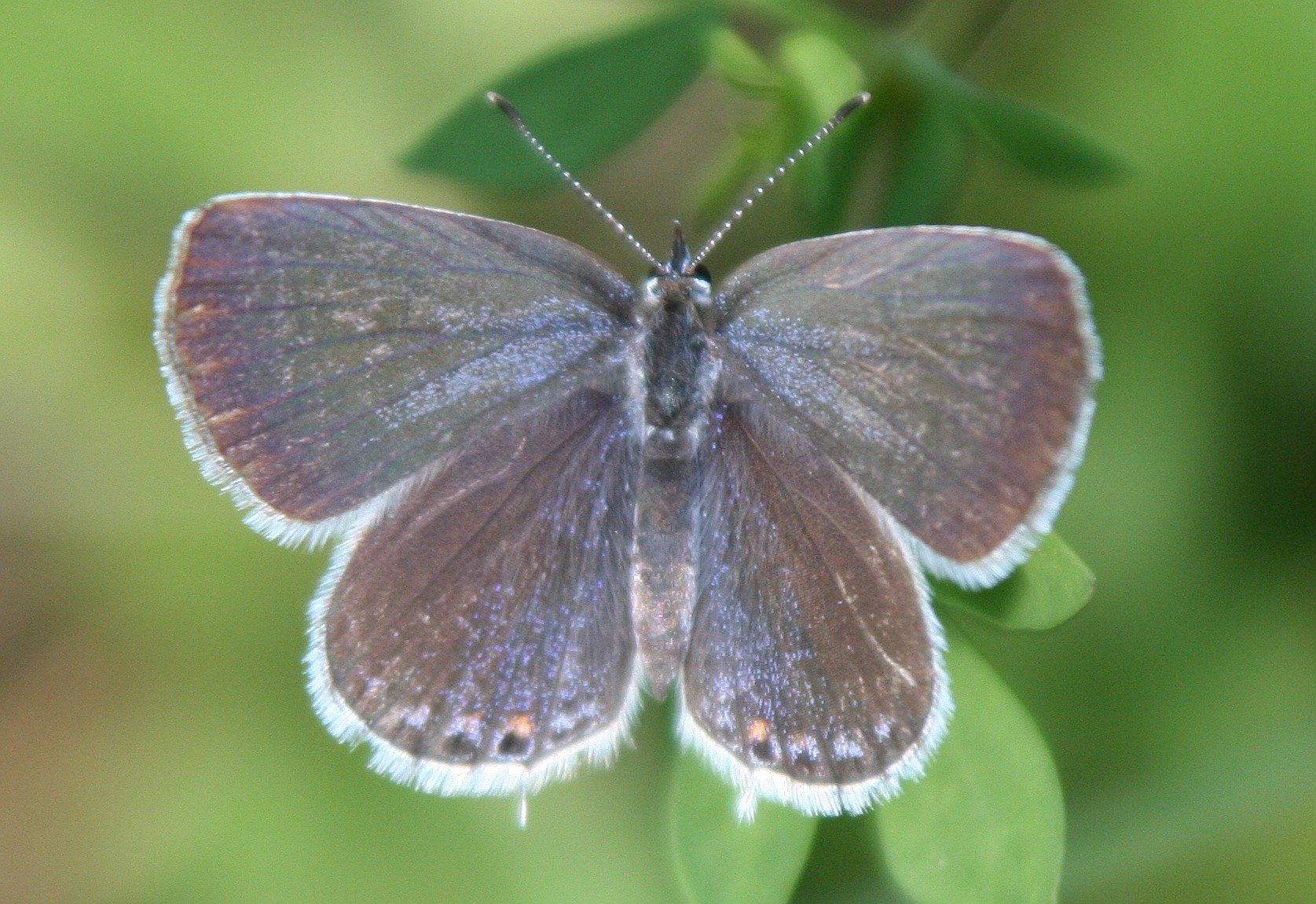
암컷
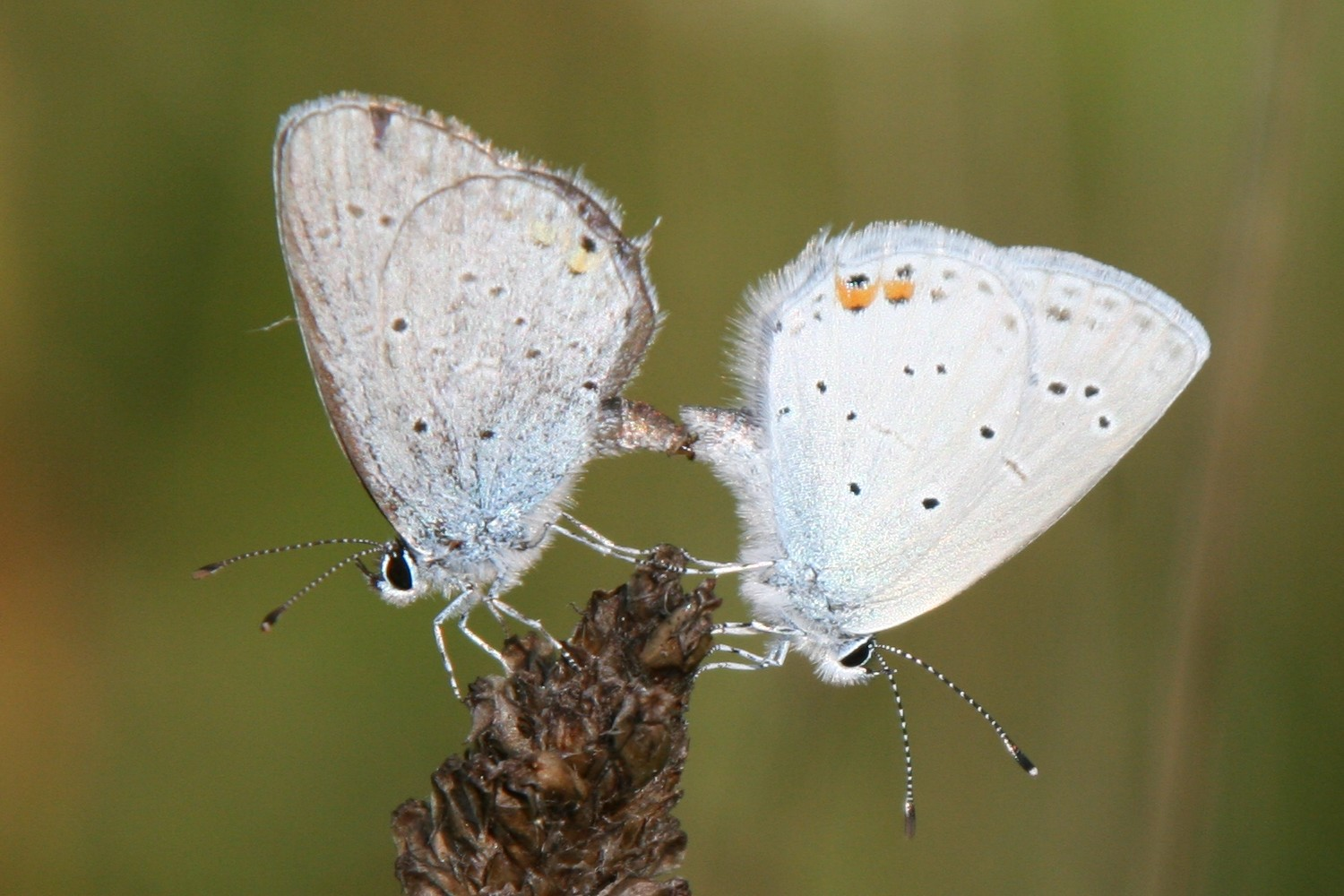
교미하는 암먹부전나비 한 쌍

## 같이 보기
- 부전나비과